# Estland op het Eurovisiesongfestival 1999
Estland nam deel aan het Eurovisiesongfestival 1999 in Jeruzalem, Israël. Het was de 5de deelname van het land op het Eurovisiesongfestival. De selectie verliep via het jaarlijkse Eesti Laul, waarvan de finale plaatsvond op 30 januari 1999. ETV was verantwoordelijk voor de Estse bijdrage voor de editie van 1999.

## Selectieprocedure
De nationale finale vond plaats op 30 januari 1999 in de studio's van de nationale omroep in Tallinn en werd gepresenteerd door Romi Erlach en Marko Reikop.
In totaal deden er 10 artiesten mee aan deze nationale finale. 
De winnaar werd bepaald door een internationale jury.
| Volgorde | Artiest                                                 | Lied                      | Punten | Plaats |
| -------- | ------------------------------------------------------- | ------------------------- | ------ | ------ |
| 1        | Gerli Padar                                             | Aeg kord täidab soovid    | 34     | 10     |
| 2        | Erik Meremaa                                            | Day I Lived A Year        | 53     | 7      |
| 3        | Kate                                                    | Vee ja soola saaga        | 73     | 2      |
| 4        | Hedvig Hanson                                           | If you could only hear me | 67     | 4      |
| 5        | Lauri Liiv                                              | Soolo                     | 58     | 5      |
| 6        | Hanna Pruuli and Jakko Maltis                           | Mu hääl                   | 40     | 9      |
| 7        | Maiken                                                  | Didn't I Know             | 72     | 3      |
| 8        | 2 Quick Start                                           | Say You Love Me           | 49     | 8      |
| 9        | Joel De Luna, Mati Kõrts, Jassi Zahharov and Mait Trink | Opera On Fire             | 54     | 6      |
| 10       | Evelin Samuel & Camille                                 | Diamond of Night          | 80     | 1      |

## In Jeruzalem
In Israël moest Estland aantreden als 23ste en laatste, net na Bosnië-Herzegovina . Op het einde van de puntentelling bleek dat ze op een 6de plaats waren geëindigd met 90 punten. 
Nederland en België hadden respectievelijk 5 en 4 punten over voor deze inzending.

### Gekregen punten

#### Finale
| 12 punten               | 10 punten                         | 8 punten                                                   | 7 punten           | 6 punten                     |
| ----------------------- | --------------------------------- | ---------------------------------------------------------- | ------------------ | ---------------------------- |
|                         | - Zweden                          | - Ierland - Polen - Slovenië                               | - Malta - Portugal | - Duitsland                  |
| 5 punten                | 4 punten                          | 3 punten                                                   | 2 punten           | 1 punt                       |
| - Nederland - Noorwegen | - België - Denemarken - Frankrijk | - Bosnië en Herzegovina - Oostenrijk - Verenigd Koninkrijk | - IJsland          | - Israël - Litouwen - Spanje |

### Punten gegeven door Estland

#### Finale
Punten gegeven in de finale:
| 12 punten | Zweden     |
| 10 punten | IJsland    |
| 8 punten  | Oostenrijk |
| 7 punten  | Duitsland  |
| 6 punten  | Denemarken |
| 5 punten  | België     |
| 4 punten  | Israël     |
| 3 punten  | Kroatië    |
| 2 punten  | Litouwen   |
| 1 punt    | Malta      |